# Nannocyrtopogon arnaudi
Nannocyrtopogon arnaudi là một loài ruồi trong họ Asilidae. Nannocyrtopogon arnaudi được Wilcox & Martin miêu tả năm 1957. Loài này phân bố ở vùng Tân Bắc giới.